# Aimé Giral
Aimé Henri Jean Giral (Perpignano, 8 agosto 1895 – Somme-Suippe, 15 luglio 1915) è stato un rugbista a 15 francese, campione nazionale nel 1913-14 e caduto nelle Ardenne durante la prima guerra mondiale; al suo nome è intitolato lo stadio nel quale tutt'oggi il Perpignano, la squadra in cui militava, disputa i suoi incontri interni.

## Biografia
Figlio di un panettiere, Aimé Giral, dotato per gli studi, iniziò a giocare a rugby molto presto, e già nel 1912, a 17 anni, era in prima squadra della compagine sportiva di Perpignano.
Fu la stagione successiva, tuttavia, quella nella quale si distinse maggiormente contribuendo a far vincere al Perpignano il primo titolo francese della sua storia: nei minuti finali della gara per il titolo, disputata nel maggio 1914 a Tolosa contro il Tarbes, in uno stadio ostile perché il Perpignano aveva eliminato lo Stade Toulousain nelle semifinali, Giral trasformò una meta ribaltando il risultato da 6-7 per il Tarbes a 8-7 per la sua squadra, guadagnando così il titolo di campione di Francia.
L'impresa valse a Giral grande notorietà in città, e i tifosi lo elevarono al rango di eroe.
Pochi mesi dopo fu chiamato alla leva insieme a suoi sei compagni di squadra; dapprima a Narbona per il reclutamento, fu inquadrato nell'80º reggimento di fanteria e inviato al fronte nelle Ardenne con il grado di aspirante ufficiale.
Lì, nel luglio 1915, mentre faceva ritorno in trincea su di un'ambulanza dopo un controllo in infermeria, fu colpito alla schiena dalla scheggia di un pezzo d'artiglieria esploso nelle vicinanze subendo la perforazione di un polmone; la morte sopraggiunse poche ore più tardi.

### Impatto sulla cultura di massa
Ad Aimé Giral fu intitolato nel 1940 lo stadio che in quell'anno divenne l'impianto interno del Perpignano.
Alla storia di Aimé Giral, e quella del sud-ovest della Francia degli anni della prima guerra mondiale, è ispirato un libro di Hélène Legrais, Les Héros perdus de Gabrielle (Gli eroi perduti di Gabrielle), racconto di una giovane borghese di Perpignano amante del rugby che si innamora platonicamente dei giovani giocatori e che vede la sua vita sovvertita alla notizia della morte al fronte di molti di essi, in particolare dell'«eroe» Giral.

## Palmarès
- Campionati francesi: 1
Perpignano: 1913-14